# Hennadyy Lytovtchenko
Hennadyy Volodymyrovych Lytovtchenko (en ukrainien : Геннадій Володимирович Литовченко) ou Guennadi Vladimirovitch Litovtchenko (en russe : Геннадий Владимирович Литовченко), né le 11 septembre 1963 à Dniprodzerjinsk (aujourd'hui en Ukraine), est un footballeur soviétique et ukrainien. Depuis 2000, il s'est reconverti dans une carrière d'entraîneur.

## Palmarès
Union soviétique
- Vice-champion d'Europe en 1988.

 Dniepr Dniepropetrovsk
- Champion d'Union soviétique en 1983.
- Vainqueur de la Coupe de la fédération soviétique en 1986.

 Dynamo Kiev
- Champion d'Union soviétique en 1990.
- Vainqueur de la Coupe d'Union soviétique en 1990.

 Olympiakos
- Vainqueur de la Coupe de Grèce en 1992.

Distinctions personnelles
- Footballeur soviétique de l'année en 1984.